# José María Córdoba
José María Córdoba Alós (Binéfar, 5 de septiembre de 1967) es un político español.

## Biografía
Nacido en el municipio oscense de Binéfar en 1967, realizó un grado de formación profesional de agrónomos en la Escuela de Capacitación Agraria de Graus. Posteriormente trabajó en el mantenimiento de redes de telecomunicaciones, como encargado de obras en varias empresas de la construcción y como encargado de la sala de despiece del matadero de Lérida. En las elecciones municipales de 2015 fue cuarto en las listas de Ciudadanos para el Ayuntamiento de Lérida y resultó elegido concejal, ya que el partido logró entrar como tercera en el consistorio con cuatro concejales.